# Stadion Centralny w Istarawszanie
Stadion Centralny – stadion piłkarski w Istarawszanie, w Tadżykistanie. Obiekt może pomieścić 18 000 widzów. Swoje spotkania rozgrywają na nim piłkarze klubu FK Istarawszan.